# ТЕС Ер-Ріяд 10
24°24′58″ пн. ш. 47°0′57″ сх. д. / 24.41611° пн. ш. 47.01583° сх. д.
ТЕС Ер-Ріяд 10 — теплова електростанція в центральній частині Саудівської Аравії, на південно-східних околицях столиці країни Ер-Ріяду.
В 2011 – 2012 роках на майданчику станції стали до ладу сорок газових турбін одиничною потужністю від 57,1 МВт до 59,9 МВт. В 2015-му на їх основі створили десять парогазових блоків комбінованого циклу, у кожному з яких чотири газові турбіни живлять через відповідну кількість котлів-утилізаторів одну парову турбіну з показником у 128 МВт. Таким чином, загальна потужність станції становить біля 3600 МВт.
Станція розрахована на використання нафти, а також природного газу, що надходить по трубопроводу Схід-Захід – Ер-Ріяд.
Видача продукції відбувається по ЛЕП, що працює під напругою 380 кВ.